# Stade Albert Dyserynck
L'Albert Dyserynckstadion était un stade de football situé à Bruges (Belgique), utilisé de 1912 à 1975 par le Football Club Brugeois, et ensuite par l'Eendracht Bruges VV, un club de niveau provincial.

## Histoire
En 1912, la direction du Club de Bruges décide de changer de terrain et cherche un endroit pour construire un nouveau stade près de la ville. Ils jettent leur dévolu sur un terrain déjà bordé de petites tribunes, sur la Torhoutsesteenweg (Chaussée de Torhout). Après maintes tractactions avec le propriétaire, un contrat de location est conclu pour un loyer annuel de 1 760 francs belges. Le stade est baptisé « de Klokke », en référence au café qui se trouvait près de l'entrée principale.
Huit ans et une guerre mondiale plus tard, en 1920, le Club y remporte son premier titre de Champion de Belgique. La direction du Club, voulant être totalement maître de son sort, décide alors d'acheter le terrain où se trouve le stade, pour la somme colossale à l'époque de 40 000 francs belges. Cette somme est payée par 3 administrateurs du Football Club Brugeois sur leurs fonds propres : le Président d'Honneur Alfons De Meulemeester en paie la moitié, tandis que le Président en exercice Albert Dyserynck et un autre administrateur, Prosper de Cloedt, en apporte chacun un quart. Quelques années plus tard, le Président Dyserynck rachète les parts des deux autres, et offre le stade au Club pour un franc symbolique. Après sa mort prématurée, le stade est rebaptisé "Albert Dyserynckstadion" en 1932.
Pendant les premières saisons, les places sont vendues selon quatre tarifs différents : 
- Tribune réservée (plus ou moins l'équivalent d'une tribune VIP actuellement) : 3,50 francs belges
- Tribune ordinaire : 2,50 francs belges
- Pourtour : 1,25 francs belges
- Tribunes populaires : 0,75 francs belges

Voyant les assistances grandissantes au stade, l'administration de la ville de Bruges décide d'imposer une taxe de 10 % sur les revenus aux guichets, ce qui irrite fortement les dirigeants brugeois. Finalement, un compromis est trouvé pour une somme forfaitaire de 100 francs par match, plus... l'accès gratuit pour le secrétaire communal!
Après le retour du Club de Bruges en Division 1, en 1959 et les bonnes saisons des années 1960, des groupes de supporters lancèrent le Spionkop, en 1966, qui fera la légende du Klokke, le transformant en enfer pour les équipes adverses. 
Après le titre obtenu en 1973, le Club doit faire face à de gros problèmes financiers. L'intervention du bourgmestre de Bruges, Michel Van Maele, le sauve de la faillite, mais il doit déménager dans un nouveau stade, partagé avec son rival du Cercle, l'Olympiapark. La stèle à la mémoire d'Albert Dyserynck qui ornait l'entrée principale du stade suit le Club dans son nouvel écrin.
Après le départ du Football Club Brugeois, le Klokke devient le port d'attache de l'Eendracht Bruges VV, un club de provinciales de Flandre-Orientale, qui loue le stade au Club pour un prix dérisoire. En 1994, le président de l'Union Belge, le Dr. Michel D'Hooghe, lance l'idée de faire participer les équipes réserves des clubs de 1re division au championnat de Division 3. L'équipe réserve de Bruges aurait joué ses matches au Klokke, mais le projet n'aboutit pas.
Finalement, les terrains sont vendus à des investisseurs immobiliers, et en septembre 1999, la tribune principale, dernier vestige du stade, est détruite. Le Klokke n'est désormais plus qu'un souvenir dans la mémoire des plus anciens partisans du Club de Bruges, le café du même nom, longtemps tenu par l'ancien gardien du Club Fernand Boone, ayant aussi définitivement fermé ses portes.

## Sources
- Site officiel du Club Bruges KV